# Ticllos (distrito)
Ticllos é um distrito peruano localizado na Província de Bolognesi, departamento Ancash. Sua capital é a cidade de Ticllos.

## Transporte
O distrito de Ticllos é servido pela seguinte rodovia:
- AN-112, que liga a cidade ao distrito de Cochas
- PE-3N, que liga o distrito de La Oroya (Região de Junín) à Puerto Vado Grande (Fronteira Equador-Peru) no distrito de Ayabaca (Região de Piura)[2][3][4]